# 대안당 (덴마크)
대안당(代案黨, 덴마크어: Alternativet)은 덴마크의 중도좌파 정당으로, 2007년 설립되었다. 2015년 총선거 결과, 사회민주당, 덴마크 인민당, 좌파당, 적녹동맹, 자유동맹에 이어 제6당이다.